# Krásnohorské Podhradie
Krásnohorské Podhradie es un municipio del distrito de Rožňava en la región de Košice, Eslovaquia, con una población estimada a final del año 2024 de 2832 habitantes.
Se encuentra ubicado al oeste de la región, en la cuenca hidrográfica del río Hernád, y cerca de la frontera con la región de Banská Bystrica y Hungría.

## Demografía
| Año        | 1994 | 2004     | 2014    | 2024    |
| ---------- | ---- | -------- | ------- | ------- |
| Población  | 2068 | 2476     | 2634    | 2832    |
| Diferencia |      | +19,72 % | +6,38 % | +7,51 % |

| Año        | 2023 | 2024    |
| ---------- | ---- | ------- |
| Población  | 2822 | 2832    |
| Diferencia |      | +0,35 % |